# Gino Bartali - L'intramontabile
Gino Bartali - L'intramontabile è una miniserie televisiva italiana del 2006 diretta da Alberto Negrin che ripercorre la vita di Gino Bartali. Venne trasmessa in prima visione il 26 e 27 marzo 2006 su Rai 1 in due puntate, e in occasione del centenario della nascita di Gino Bartali è stata ritrasmessa sempre Rai 1 in un'unica puntata, il 18 luglio 2014.

## Trama

### Prima puntata
La storia inizia con un giovane Gino Bartali nel suo paese natale (Ponte a Ema, vicino a Firenze), il quale coltiva la sua passione per il ciclismo assieme al fratello Giulio. Gino viene da una famiglia povera di contadini, e inizialmente deve scontrarsi con il padre e l'evidente necessità di lavorare per procurarsi delle entrate economiche. Riuscito finalmente ad ottenere il permesso del padre, Bartali inizia a partecipare alle gare ciclistiche e vincere tutti i premi più importanti.
Impeccabile dal punto di vista umano, molto religioso e spinto da un forte amore per la famiglia e per il fratello, compagno della sua passione sportiva, Bartali non lascia mai indietro Giulio, deciso a condividere il destino di corridore professionista con lui. Durante una gara, a causa di un'automobile sopraggiunta sul percorso, Giulio viene investito e muore nel tragico incidente. La scomparsa del fratello sarà una ferita profonda e mai rimarginata nell'animo di Bartali, che immediatamente decide di non correre più e ritirarsi in un convento a lavorare, e restare con il suo dolore.
Sarà Adriana, una giovane commessa in un negozio di stoffe, della quale Bartali si è innamorato e dal cui padre ha ottenuto il permesso di corteggiarla, a recarsi al convento con la sua bicicletta per convincerlo a lasciare andare avanti la sua vita e proseguire le corse. Bartali accetta dunque di proseguire nella sua carriera, ma fa un voto segreto: non rivedrà la sua amata fino a che non avrà vinto per suo fratello il Tour de France, la corsa più importante del mondo. Solo dopo aver vinto la corsa ed essersi recato sulla tomba del fratello per dedicargli la maglia rosa e la maglia gialla, Bartali tornerà dalla sua futura moglie Adriana.
Nel frattempo, i fratelli Fausto e Serse Coppi iniziano a farsi strada nel mondo del ciclismo professionistico, finché Bartali non ingaggia nella sua squadra il giovane e promettente Fausto come gregario. Sarà Bartali a trasmettere a Fausto Coppi la tempra necessaria per andare avanti, una tempra che porterà il giovane a vincere il suo primo Giro d'Italia nel 1940. Inizia una rivalità che accompagnerà i due campioni per tutta la vita, condizionata anche dallo scoppio della seconda guerra mondiale.
Durante il conflitto le corse terminano, Coppi viene spedito in Africa e Bartali resta a Firenze partecipando attivamente alla resistenza ma non con le armi: esponendosi a rischio enorme, offre infatti un prezioso contributo trasportando documenti nascosti all'interno della sua bicicletta, per conto del suo amico cardinale Elia Dalla Costa.
Bartali viene arrestato per diserzione e attività sovversive dalla polizia fascista, insospettita da una lettera del cardinale che ringraziava il ciclista per "gli ortaggi donati", un chiaro messaggio in codice di ringraziamento per il contributo che Bartali stava dando alla resistenza. A Bartali viene sottratta la preziosa bicicletta e ne viene confermato l'arresto con la condanna alla fucilazione.

### Seconda puntata
Adriana, all'oscuro del ruolo di suo marito nella resistenza, va alla sua ricerca e ne scopre l'arresto. L'arrivo degli Alleati a Firenze mette in fuga le Brigate nere e Bartali viene liberato. La fine della guerra segna il nuovo inizio delle corse: la rivalità tra Bartali e Coppi è ormai evidente, soprattutto dopo che Coppi lascia la Legnano e partecipa al Giro d'Italia 1946 con la Bianchi. La differenza d'età tra i due svantaggia Bartali a causa degli anni rubatigli dalla guerra, ma la tenacia del campione lascia la partita aperta e tutta da giocare.
Al Giro d'Italia Coppi restituisce il favore a Bartali che, all'inizio della sua carriera, lo aveva aiutato e spronato. Bartali, infatti, aveva deciso di ritirarsi dal Giro a causa dell'imposizione di non partecipare al Tour de Suisse 1946 del cui premio in franchi aveva bisogno, specialmente con le difficoltà del dopoguerra. La decisione viene revocata, Bartali non si ritira dal Giro e conquista la maglia rosa superando di pochissimo Coppi, meritevole di aver compreso e aiutato il suo amico-nemico.
Arriva il tempo del Tour de France: Bartali partecipa mentre Coppi, condizionato dalla presenza del suo rivale, decide di restare in Italia. Gino compie l'impresa e vince inaspettatamente il Tour, rappresentando anche un enorme aiuto nel tenere unito il Paese e superare il difficile momento di crisi conseguente l'attentato a Palmiro Togliatti, leader del PCI. Coppi è in difficoltà, anche dietro la pressione della sua casa ciclistica si apre all'orizzonte la possibilità di estromettere Bartali dal Tour dell'anno successivo, a cui anche Coppi vorrebbe partecipare.
Dopo un incontro difficile tra il presidente della Bianchi, Coppi, lo stesso Bartali e Alfredo Binda (responsabile della squadra al Tour), si decide di lasciar gareggiare alla pari i due ciclisti che dovranno darsi una mano a vicenda con pari dignità: non si ripete, così, quanto accaduto precedentemente ai Mondiali, in cui Coppi e Bartali si erano lasciati neutralizzare a vicenda dalla loro accesa rivalità.
I due si alternano quindi per anni tra glorie e vittorie, Bartali lancia la sua propria casa ciclistica lasciando la Legnano dell'amico Eberardo Pavesi, Coppi conquista il Tour de France ma sceglie di dividerne il giro di trionfo con il toscano. La carriera di Bartali volge pian piano al termine, l'età avanzata ed un brutto incidente d'auto lo compromettono definitivamente: sarà ospite e rappresentante italiano, ma non parteciperà, ai Mondiali (vinti da Coppi). Dopo il suo ritiro diventa direttore di una squadra il cui capitano sarà proprio il più giovane Coppi, tartassato in conferenza stampa per la sua relazione extraconiugale con Giulia Occhini, soprannominata "Dama Bianca" e dalla quale ha anche un figlio, ma compreso apparentemente più di tutti proprio da Bartali.
Commosso, Coppi invita Bartali ad una battuta di caccia in Africa ma lui rifiuta. Proprio in Africa, Coppi contrarrà la malaria a causa di una puntura d'insetto; la malattia, diagnosticata tardi e non curata opportunamente, gli sarà letale. Bartali si spegne invece il 5 maggio 2000, chiudendo un capitolo sensazionale e indimenticabile dello sport, della vita e della nazione italiana.

## Accoglienza
| N° | Prima TV      | Telespettatori | Share |
| -- | ------------- | -------------- | ----- |
| 1  | 26 marzo 2006 | 7 574 000      | 29,3% |
| 2  | 27 marzo 2006 | 9 740 000      | 35,2% |